# Alberto Gracia Trell
Alberto Gracia Trell és un escriptor en aragonès nascut a Osca (1985). Diplomat en Magisteri i Diploma d'Especialització en Filologia Aragonesa (Universitat de Saragossa) i Màster en Llengües Aplicades (Universitat de Lleida), ha publicat nombrosos articles i col·laboracions en diverses revistes com Fuellas, Alazet, Serrablo, Luenga & Fablas, Jacetania, Rolde y Ambista, com ara: “Notas sobre l'aragonés d'A Lueca de Chuana Coscujuela (2008-2009)”, “Apuntes sobre el aragonés en Orna (2010)” (2010), “Chusé Gracia, escritor popular en aragonés” (2007), “Felis Gil del Cacho, autor d'o primer libro en aragonés tensino” (2008), “Nomina d'as casas d'Esposa” (2008), “Repertorio toponimico d'Adagüesca e a sierra de Sebil (Semontano de Balbastro)” (2009), “Dos charrazos tradizionals d'Igriés (Plana de Uesca) (2010)”, “Documentazión d'o indefinito guaire en l'aragonés d'o Semontano de Balbastro (2008)”, “Chuana Coscujuela, la escritora del pueblo (2010)”, “El pensamiento de Pedro Arnal Cavero en torno a la lengua aragonesa (2012)”, "El aragonés de Belarra (Guarguera) a través de los textos de Regino Berdún" (2012), "Lengua, vocabulario y oiconimia de Naval (Somontano de Barbastro) en la obra de Privato Cajal (1969)" (2013), "Montañeses dialogando": un texto en aragonés de Nocito de 1934" (2015) o "Panorama del estudio de la lengua y la toponimia de El Grado - Lo Grau, Naval y Hoz y Costean (Somontano)" (2017).
És membre del Consello d'a Fabla Aragonesa -on ha impartit cursos de llengua aragonesa- i del consell de redacció de la revista Fuellas. Per altra banda, ha escrit algun relat curt com O cuento de Chusepet (2009) o Belianet, l'onset que no quereba estar domato (2016) i va guanyar el 2009 el VI Premi de Relats Luis del Val amb el relat Manimenos, lo fize.
A més, és editor, amb Chusé Raúl Usón, de l'obra completa en aragonès d'Agliberto Garcés, publicada en el volum Agliberto Garcés (1908-2002). Obra en aragonés meridional per Xordica en 2012 i de gran part de l'obra etnolingüística de Pedro Arnal Cavero en Somontano en alto. Escritos e inéditos (1946-1959), publicada per Aladrada Ediciones en 2014. També ha publicat el llibre Benito Coll y Altabás (2018), que tracta al voltant de la biografia, l'obra i el pensament lingüístic d'aquest advocat lliterà, que va ser la primera persona a dotar d'un marc teòric a la llengua aragonesa. Finalment, és responsable de la reedició i estudi, en 2018, d'El habla viva del valle de Aragüés., tesi doctoral del filòleg andalús Pascual González Guzmán.